# باستين توما
باستين توما هو لاعب كرة قدم سويسري في مركز الوسط، ولد في 24 يونيو 1999 في سيون في سويسرا. شارك مع منتخب سويسرا تحت 17 سنة لكرة القدم ومنتخب سويسرا تحت 18 سنة لكرة القدم ومنتخب سويسرا تحت 19 سنة لكرة القدم ومنتخب سويسرا تحت 21 سنة لكرة القدم. أما مع النوادي، فقد لعب مع نادي جينك ونادي سيون.

## وصلات خارجية
- باستين توما على موقع قاعدة بيانات كرة القدم.إي يو (الإنجليزية)
- باستين توما على موقع Soccerway.com (الإنجليزية)
- باستين توما على موقع عالم كرة القدم.نت (الإنجليزية)